# مشروع مساءلة الحكومة
مشروع مساءلة الحكومة (GAP) هي منظومة غير ربحية لحماية المبلغين عن الجرائم ومناصرتهم في الولايات المتحدة. تأسست في عام 1977.

## أنشطة
في عام 1992، مثل GAP (الدريك سوسيير)، الذي فقد وظيفته وتصريحه الأمني بعد أن انتقد مبادرة الدفاع الاستراتيجي.
في ديسمبر 2012، تقدم إريك بين أرتزي معلناً وبأدلة على انتهاكات الأوراق المالية بمليارات الدولارات في صاحب العمل، دويتشه بنك. وقد أبلغ داخليًا عن انتهاكات ناجمة عن عدم قيام البنك بالإبلاغ عن قيمة محفظته من المشتقات الائتمانية بدقة. ورد البنك بعدة طرق وفصله في النهاية. قدمت GAP شكوى رسمية للمبلغين نيابة عن بن أرتزي. حصل في النهاية على 8 ملايين دولار من لجنة الأوراق المالية والبورصات، والتي رفض جمعها.
قدمت GAP الدعم القانوني لتوماس أ. دريك، وهو مسؤول تنفيذي أول سابق في وكالة الأمن القومي (NSA) الذي أطلق صافرة الاحتيال المبرمج والهدر وسوء المعاملة بمليارات الدولارات؛ الخسارة الحرجة وقمع استخبارات 11 سبتمبر؛ والمراقبة الجماعية الإلكترونية واستخراج البيانات الخاصة بمشروع ستيلار ويند (أجرتها الوكالة على نطاق واسع بموافقة البيت الأبيض بعد 11 سبتمبر). جادل دريك بأن ستيلار ويند انتهكت الدستور والحريات المدنية للمواطنين الأمريكيين بينما أضعفت الأمن القومي. في أبريل 2010، وجهت إليه وزارة العدل 10 جنايات (خمس منها بموجب قانون التجسس) وواجه 35 عام في السجن. كان أول مبلّغ عن المخالفات تم اتهامه من قبل إدارة أوباما بالتجسس. تم إسقاط جميع التهم في نهاية المطاف عندما دافع دريك عن جنحة تجاوز الاستخدام المصرح به لجهاز كمبيوتر حكومي بدون غرامة أو عقوبة بالسجن.
في عام 2003، كشف المارشال الجوي الفيدرالي (FAM) روبرت ماكلين عن خطة لخفض التكاليف لإلغاء تغطية FAM من الرحلات الجوية الطويلة ضمن خطة اختطاف انتحارية مؤكدة للقاعدة. لم تدخل الخطة حيز التنفيذ أبدًا بعد احتجاج الكونجرس، بناءً على إفصاحه عن المخالفات. فصلته إدارة أمن المواصلات بعد ثلاث سنوات بتهمة واحدة هي «الإفصاح غير المصرح به عن معلومات أمنية حساسة» - وهي تسمية «سرية مختلطة» غير مصنفة تطبقها إدارة أمن المواصلات بأثر رجعي على المعلومات التي كشف عنها.
جيم شيرير هو مفتش مخضرم لسلامة الأغذية في وزارة الزراعة الأمريكية (USDA) تم انتقامه بعد إطلاق صافرة لانتهاكات لوائح المناولة الإنسانية في مصنع ذبح تايسون فودز الذي تنظمه الوكالة في ولاية أيوا. من خلال عمله كمفتش لمدة 29 عامًا، أبلغ شيرير مشرفه عن انتهاكات إنسانية واضحة تتعلق بالتعامل مع الخنازير في السوق، بما في ذلك تقنيات الصعق غير الكافية وأن الحيوانات الواعية تم تكبيلها وذبحها.
في أوائل عام 2013، بدأ المخبر إدوارد سنودن بالعمل مع الصحفيين للكشف عن برامج مراقبة جماعية واسعة النطاق أجرتها وكالة الأمن القومي. كشفت المقالات المستندة إلى وثائق سنودن عن وجود العديد من برامج المراقبة العالمية التي تديرها وكالة الأمن القومي بالتعاون مع شركات الاتصالات والحكومات الأخرى. في عام 2013، تم الكشف عن وجود برنامج الفوقية NSA، جنبا إلى جنب مع بلا حدود المخبر، وبريسم الإلكترونية برنامج استخراج البيانات، و XKeyscore أداة تحليلية، وتمبورا مشروع اعتراض، والعضلات نقطة وصول واسعة النطاق فاسكيا قاعدة البيانات، والذي يحتوي على تريليونات من الجهاز -سجلات الموقع. في عام 2014، تم الكشف عن مجموعة استخبارات أبحاث التهديدات المشتركة البريطانية، إلى جانب قاعدة بيانات دشفاير، ومراقبة (سكويكي دولفن) في الوقت الحقيقي لشبكات التواصل الاجتماعي، ومجموعة كبيرة من صور كاميرا الويب الخاصة عبر برنامج العصب البصري. في يونيو 2013، أصبح سنودن ثامن مُبلغ عن المخالفات تتهمه إدارة أوباما بموجب قانون التجسس.
بصفته ضابطًا في عملية حفظ السلام التابعة للأمم المتحدة في كوسوفو في عام 2007، أوقف جيمس واسرستروم مؤامرة مزعومة لدفع 500 مليون دولار رشوة لكبار مسؤولي الأمم المتحدة وكوسوفو فيما يتعلق ببناء منجم فحم جديد ومحطة طاقة. وجدت محكمة الأمم المتحدة للمنازعات أنه تعرض لانتقام خطير وطويل الأمد واجهه دون حماية من مكتب الأخلاقيات بالأمم المتحدة - الوحدة التي تم إنشاؤها للتحقيق في مثل هذه الأعمال الانتقامية والتصدي لها. واجه واسرستورم عواقب شخصية ومهنية سلبية لا هوادة فيها من الانتقام، في حين أن أيا من أولئك الذين شاركوا فيه عانى من العواقب. ومنذ ذلك الحين، ضغط على الكونغرس بنجاح لتعزيز إشراف وزارة الخارجية على إجراءات حماية المبلغين عن المخالفات في الأمم المتحدة.
في أوائل عام 2007، كان مشروع مساءلة الحكومة مسؤولاً عن فضح الاحتيال وسوء المعاملة على أعلى مستويات البنك الدولي. في مايو 2007، ترك رئيس البنك الدولي ، بول وولفويتز، المنظمة الدولية في أعقاب فضائح واسعة النطاق تستند إلى إصدارات متعددة من الوثائق خلال الشهرين الماضيين من قبل مشروع المساءلة الحكومية.
كشف مشروع المساءلة الحكومية عن أدلة أو كشف معلومات تظهر أن: رفيقة وولفويتز، شاها رضا، تلقت ارتفاع في الرواتب تفوق بكثير تلك المسموح بها بموجب قواعد البنك؛ تلقى رضا منصبًا استشاريًا مشكوكًا فيه مع مقاول دفاع أمريكي في سنة 2003 بتوجيه من وولفويتز، مما أدى إلى استفسارات وزارتي الخارجية والدفاع؛ حاول خوان خوسيه دابوب، العضو المنتدب للبنك وشركة ولفويتز-يير، إزالة الإشارات والتمويل عن «تنظيم الأسرة» في مشاريع البنك. كان مكتب وولفويتز مسؤولاً عن إضعاف وثيقة إستراتيجية «تغير المناخ»؛ أخرت الإدارة العليا للبنك إبلاغ موظفي البنك بإصابة زميله بجروح خطيرة في إطلاق نار في العراق. تراجع إقراض البنك الدولي لأفريقيا خلال السنة المالية 2007 بشدة. وكان وولفويتز يحاول توسيع محفظة البنك في العراق بسبب معارضة المجلس.

## مبادرة حماية الديمقراطية
أطلق مشروع المساءلة الحكومية مبادرة حماية الديمقراطية في أكتوبر 2020. هدفت المبادرة إلى تشجيع وتقديم الدعم للمبلغين عن المخالفات الذين تقدموا بمعلومات تتعلق بالتدخل المزعوم في انتخابات الولايات المتحدة لعام 2020 وأثناء انتقال محتمل لاحق للسلطة. شمل الشركاء في المبادرة جمعية الدستور الأمريكية، والرقابة الأمريكية، ومواطنون من أجل المسؤولية والأخلاق في واشنطن، ومعهد جورجتاون للقانون للدفاع عن الدستور والحماية، وحماية الديمقراطية، والمواطنين العامين، ووي ذا اكشن.

## تشريع
دعاء مشروع المساءلة الحكومية لصالح قانون تمديد مراجعة جميع الدوائر (HR 4197 ؛ المؤتمر 113)، وهو مشروع قانون من شأنه أن يمدد لمدة ثلاث سنوات سلطة الموظفين الفيدراليين الذين يستأنفون حكمًا صادرًا عن مجلس حماية أنظمة الاستحقاق (MSPB) لتقديم ملفهم الاستئناف في أي محكمة فيدرالية، بدلاً من محكمة الاستئناف الأمريكية فقط. تم إنشاء البرنامج التجريبي في قانون تعزيز حماية المبلغين عن المخالفات لعام 2012 (WPEA) ليظل مدته عامين فقط. يطلق مشروع المساءلة الحكومية على البرنامج «علامة بارزة» ويقول إنه كان «أهم إصلاح هيكلي لـ WPEA». جادل مشروع محاسبة الحكومة بأن هناك حاجة إلى تمديد البرنامج التجريبي من أجل ضمان أن مكتب المساءلة الحكومية (GAO) والكونغرس لديه وقت كافٍ لرؤية نتائج البرنامج قبل اتخاذ قرار بشأن جعله دائمًا.